# Eisenbahnanschlag von Suzhou
Der Eisenbahnanschlag von Suzhou war ein politisch motivierter Anschlag auf einen Zug am 29. November 1940 bei Suzhou, Jiangsu, bei dem 100 Menschen starben.

## Ausgangslage
Im seit 1937 herrschenden Japanisch-Chinesischen Krieg hatten japanische Truppen bis dahin große Teile der ostchinesischen Küste und, entlang großer Flüsse, des Hinterlands besetzt. Die Shanghai-Nanking Railway befand sich seit dem 14. Dezember 1937 unter japanischer Militärverwaltung. Am 30. November 1940 sollte in Nanjing in einem feierlichen Staatsakt die von Japan abhängige Neuorganisierte Regierung der Republik China  unter Wang Jingwei eingesetzt werden.
Das Anschlagsziel war ein Zug, der von Shanghai nach Nanjing unterwegs war.

## Unfallhergang
Da die japanischen Truppen meist nur das Gebiet um größere Städte und entlang wichtiger Verkehrswege kontrollieren konnten, waren im Hinterland guerillaartig organisierte Einheiten sowohl der Kuomintang als auch der mit ihnen in der zweiten Einheitsfront kämpfenden Kommunistischen Partei Chinas aktiv. Solche Truppen der Kuomintang sprengten am 29. November den Oberbau einer Bahnstrecke bei Suzhou, etwa 80 km westlich von Shanghai, mit Dynamit, als sie von dem Zug befahren wurde. Dabei wurden fünf Wagen aus dem Gleis gerissen.

## Folgen
100 Menschen starben, etwa 300 weitere wurden verletzt. Die Japaner beeilten sich mitzuteilen, dass von dem Anschlag keine japanischen oder chinesischen Repräsentanten oder ausländische Journalisten betroffen seien, die sich auf dem Weg zu dem Staatsakt in Nanjing befanden. Der Anschlag zerstörte den Oberbau der Bahnstrecke so stark, dass der Zugverkehr unterbrochen werden musste.